# 유훈 (덕후)
유훈(劉勳, ? ~ ?)은 전한 말기의 제후이다. 대경왕의 후손이자 유광의 7세손이다.

## 생애
원수 2년(기원전 1년), 유하를 끝으로 끊겨 있었던 덕후(德侯) 작위를 이어받았고, 전한 멸망 후 후사가 끊겼다.

## 출전
- 사마천, 《사기》 권18 고조공신후자연표
- 반고, 《한서》 권15상 왕자후표 上

| 전임 (86년 전) 경건 | 전한의 덕후 기원전 1년 5월 갑자일 ~ 기원후 8년 | 후임 (전한 멸망) |